# Mirko Slomka
Mirko Slomka (Hildesheim, 12 de setembro de 1967) é um ex-futebolista alemão e treinador.

## Biografia
Foi treinador das categorias de base entre 1989-2000. Em 2000 ele treinou Tennis Borussia Berlin e a partir 2001 ele foi assistente no Hannover 96 ate 2004. Antes de assumir como treinador chefe do Hannover 96 em 2010, foi contratado pelo FC Schalke 04 em 2010.
Desde 17 de fevereiro de 2014 é o treinador do Hamburgo.